# Elek Nopcsa

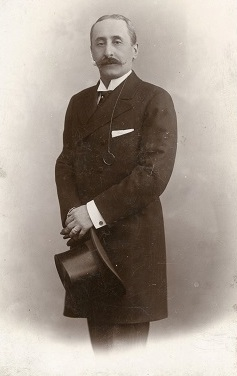
Elek Nopcsa

Elek Baron Nopcsa von Felsőszilvás (* 24. Oktober 1848 in Wien; † 7. März 1918 in Arad) war ein ungarischer Politiker, Intendant und Reichstagsabgeordneter.

## Leben
Nach Besuch des Theresianums in Wien trat er in das k.u.k Husarenregiment Nr. 10 ein, wo er bald Offizier wurde. Im Deutschen Krieg wurde er 1866 verwundet, gefangen genommen und verbrachte mehrere Wochen in einem Lazarett in Böhmen. 1872 wurde Nopcsa Reservist und zog sich zur Bewirtschaftung auf seine Güter im Komitat Hunyad zurück, wo er auch das Schloss in Szacsal im Stile des Historismus erbauen ließ. 1887 wurde er als Mitglied der Liberalen Partei Reichstagsabgeordneter des Wahlkreises Hátszeg. Bei den Wahlen 1892 wurde er für den Wahlkreis wieder gewählt und erlangte 1896 und 1901 einen Sitz für Szászváros. 1896 wurde er zudem Intendant der Ungarischen Staatsoper und des Nationaltheaters, deren Regierungskommissar er bereits seit zwei Jahren war. Im Folgejahr trat er jedoch von dieser Stelle zurück und wurde 1905 erneut Reichstagsabgeordneter für den Wahlbezirk Hátszeg. Seit 1910 war er Mitglied des Magnatenhauses.